# Portlandcement

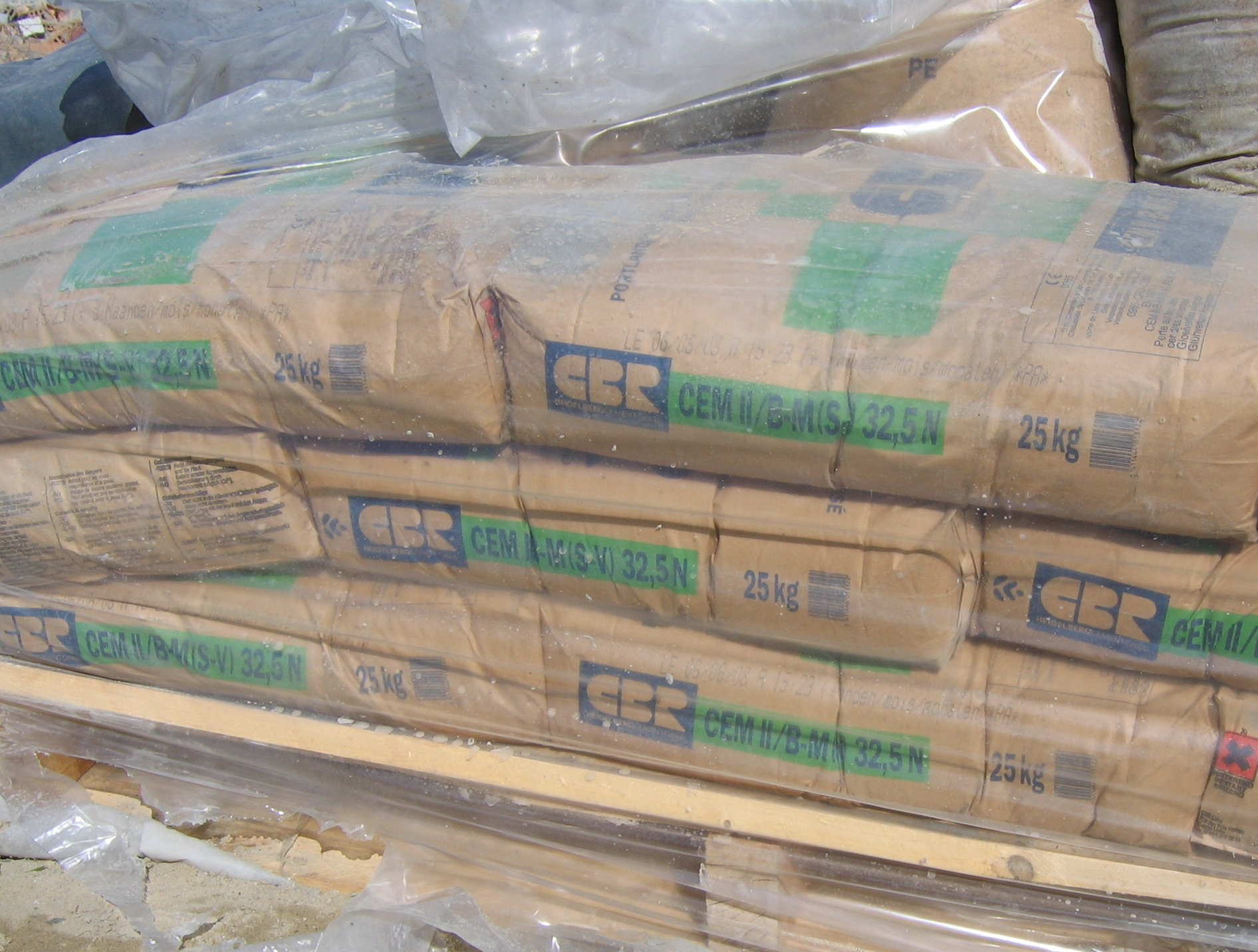
Portlandcement in 25kg-verpakking

Portlandcement is een soort cement dat voor het eerst werd gefabriceerd in het Verenigd Koninkrijk in het begin van de 19e eeuw. De naam is afgeleid van het bouwmateriaal portlandsteen dat werd gewonnen uit de Portland formation op het Isle of Portland in Dorset. Portlandcement lijkt op dit materiaal.

Het octrooi op Portlandcement werd in 1824 aan de Brit Joseph Aspdin verleend.

## Samenstelling
Het cement bestaat voor minimaal 90% uit portlandklinker, voor maximaal 5% uit gips (waardoor de uithardingstijd bepaald wordt), en voor 5% uit andere toeslagstoffen.

Het soortelijk gewicht van droge portlandcement ligt tussen 1800 en 2200 kg/m³.

## Toepassing

Portland Cement geproduceerd in België

Portlandcement wordt vooral toegepast in de productie van geprefabriceerd beton. Het materiaal heeft als eigenschap dat het in het begin vrij snel uithardt waardoor betonnen delen soms al binnen een dag ontkist kunnen worden. Na vier weken heeft het de volledige ontwerpsterkte bereikt. Het wordt ook wel in stortklaar beton gebruikt waarbij het beton snel na de productie gestort wordt. Bij koud weer kan portlandcement toegevoegd worden (25% zou genoeg moeten zijn) bij hoogovencement om zo de reactie (uitharding) te starten.

Portlandcement wordt ook toegepast in onderwaterbeton.